# Cobra-bola
A cobra-bola (nome científico: Gomesophis brasiliensis, antiga nomenclatura: Tachymenis brasiliensis) é uma serpente da família Dipsadidae. É a única espécie do gênero monotipo Gomesophis. Por muito tempo o gênero foi contado entre a família dos colubrídeos.
A espécie foi primeiramente descrita cientificamente por João Florêncio Gomes em 1918. Originalmente, era utilizado o nome Tachymenis brasiliensis.

## Distribuição
Esta espécie é endêmica no Brasil. É encontrado nos estados de Minas Gerais, São Paulo, Paraná, Rio Grande do Sul e Santa Catarina.

## Descrição
O holótipo de Gomesophis brasiliensis, uma fêmea adulta, mede 466 mm, dos quais 72 mm para a cauda.